# Port Discovery (Tokyo DisneySea)
Port Discovery é um porto de escala (terra temática) no Tokyo DisneySea no Tokyo Disney Resort. Essa área representa a marina futurística com um design inspirado no retrofuturismo.

## Temática
Port Discovery é o lar de duas sociedades fictícias, 'Center for Weather Control' e 'Marine Life Institute' de Procurando Dory, filme de 2016 da Pixar, sequência de Procurando Nemo. 

## Atrações e entretenimento

### Atrações e entretenimento atuais
- Aquatopia
- DisneySea Electric Railway
- Nemo Friends SeaRider
- Time Traveler Band

### Antigas atrações e entretenimento
- StormRider (2001-2016)[4]

## Restaurantes e refrescos
- Breezeway Bites
- Seaside Snacks
- Horizon Bay Restaurant

## Lojas
- Discovery Gifts
- Skywatcher Souvenirs